# Oedipina savagei
Oedipina savagei är en groddjursart som beskrevs av Mario García-París och David Burton Wake 2000. Oedipina savagei ingår i släktet Oedipina och familjen lunglösa salamandrar. IUCN kategoriserar arten globalt som otillräckligt studerad. Inga underarter finns listade i Catalogue of Life.